# Donarseken
Donarseken eller Donars ek, även Torseken, var ett heligt träd i Hessen i nuvarande Tyskland. Det var helgat åt Donar som är det fornhögtyska namnet på Tor.
Donarseken höggs ner av missionären Bonifatius av Mainz omkring 725, när han skulle kristna hesserna.

## Källa till händelsen
Fällandet av eken skildras i Vita Bonifatii skriven av Willibald. Stället, som eken växte på, anges där som Gaesmere. vilket tolkas som det nutida tyska ortnamnet Geismar, nu en del av Fritzlar.